# Parafia Matki Bożej Wspomożenia Wiernych w Prusach
Parafia Matki Bożej Wspomożenia Wiernych w Prusach – rzymskokatolicka parafia znajdująca się w archidiecezji krakowskiej, w dekanacie Kraków-Bieńczyce, w Polsce.